# Нитроглицерин
Нитроглицеринът (известен още като тринитроглицерин, нитро и глицерилтринитрат) е естер на азотната киселина с глицерин.
Получава се при нитриране на глицерол. Представлява безцветна маслообразна течност, около 1,5 пъти по-тежка от водата. При разлагане придобива жълт цвят.

## Използване

### Като експлозив
Нитроглицеринът е изключително силен експлозив. Тъй като избухва много лесно, е неудобен за употреба в чист вид. Обикновено се използва под формата на динамит – диатомитова пръст, обикновено оформена като пръчки, напоена с нитроглицерин. Нитроглицеринът се среща най-често в течна форма. Той има висока чувствителност към удар и огън, вреден е за природата и е доста токсичен.

### В медицината

#### Срещу сърдечни болки
Нитроглицеринът разширява кръвоносните съдове на сърцето (всъщност в цялата горна половина на тялото). Използва се за облекчаване на болки, предизвикани от недостиг на кислород в сърцето (ангина пекторис, гръдна жаба). В миналото са се капвали 1 – 2 капки 1% разтвор на нитроглицерин върху бучка захар, която се е поставяла под езика (за да може да се резорбира още в устата и така да се избегне преминаването през черния дроб, което би разградило нитроглицерина). В наши дни се използват таблетки за смучене, съдържащи обикновено 0,5 мг нитроглицерин.

#### Понеделнично главоболие
В миналото при работници в заводи, където се използва нитроглицерин и вентилацията не е достатъчна, е забелязано т.нар. понеделнично главоболие – болки в главата в понеделник след работа. Причината е разширението на съдовете на главата заради вдишаните нитроглицеринови пари. През следващите дни организмът привиква към тях, и главоболието престава. В събота и неделя обаче отвиква, и в понеделник ефектът се наблюдава отново.
За избягването му е било препоръчвано на работниците да дишат по мъничко нитроглицеринови пари в събота и неделя, или да смучат веднъж дневно бучка захар със слаб нитроглицеринов разтвор.

## Получаване
Обикновено нитроглицеринът се получава чрез третиране на глицерин с концентрирана азотна киселина, също така трябва да се добави и сярна киселина за обезводняване за да се получи по-концентриран нитроглицерин:
{\displaystyle {\ce {C3H5(OH)3 + 3HNO3 <=> C3H5(ONO2)3 + 3H2O}}}

## Нитроглицеринът в изкуството
- „Възнаграждение за страха“